# Arthur Smith Woodward
Sir Arthur Smith Woodward (ur. 23 maja 1864 w Macclesfield, zm. 2 września 1944) – angielski paleontolog.

## Życiorys
Woodward urodził się w Macclesfield w hrabstwie Cheshire. Studiował w Victoria University of Manchester. W 1882 dostał posadę na wydziale geologii w Muzeum Historii Naturalnej w Londynie. Dziesięć lat później został asystentem kustosza muzeum; w 1901 kustoszem. Następnie wybrano go sekretarzem Brytyjskiego Stowarzyszenia Paleontologicznego. W 1904 został prezydentem Londyńskiego Towarzystwa Geologicznego.
Paleontolog był specjalistą od ryb kopalnych. W latach 1889–1901 opublikował swój Katalog ryb kopalnych przechowywanych w Muzeum Brytyjskim (ang. Catalogue of the Fossil Fishes in the British Museum). Badacz podróżował do Ameryki Południowej i Grecji. Jego prace w dziedzinie paleoichtiologii były wielokrotnie nagradzane. Naukowiec otrzymał: Medal Królewski Towarzystwa Królewskiego w Londynie, Medal Lyella, Medal Wollastona Londyńskiego Towarzystwa Geologicznego, Medal Linneusza oraz Medal Clarke'a Królewskiego Towarzystwa Nowej Południowej Walii. Ichtiolog zakończył karierę naukową w 1924, opuszczając muzeum.
Reputacja Woodwarda została nadszarpnięta, gdy zaangażował się w identyfikację i badania nad czaszką Człowieka z Piltdown, która okazała się mistyfikacją.